# Сассон, Биньямин
Биньямин Сассон (ивр. בנימין ששון‎; при рождении Салех Силас; 1903, Багдад — 1 мая 1989, Израиль) — израильский общественный и политический деятель, один из лидеров сефардской общины Палестины, депутат кнессета 2-го созыва от партии «Сефарды и выходцы Востока».

## Биография
Родился в 1903 году в Багдаде, Османская империя (ныне Ирак). В 1930 году репатриировался в Подмандатную Палестину. Был одним из лидеров сефардских евреев в Палестине, возглавлял различные общинные организации.
Был одним из основателей клуба «Ротари» в Израиле, был президентом клуба в 1945—1946 годах в Тель-Авиве. Работал муниципальным судьей в Тель-Авиве.
В 1951 году был избран депутатом кнессета 2-го созыва от партии «Сефарды и выходцы Востока», в 1951 году его партия присоединилась к партии «Партия общих сионистов». Работал в законодательной комиссии, комиссии по иностранным делам и безопасности, комиссии по услугам населению и комиссии по назначению судей.
Умер 1 мая 1989 года.